# Alternative Linke
De Alternatieve Linkse (in het Duits) of De Linkse (in het Frans en Italiaans) (Duits: Alternative Linke, Frans: La Gauche, Italiaans: La Sinistra), is een Zwitserse, uiterst linkse, partij. De partij lanceerde het initiatief van de bevolking initiatief afschaffing van de forfaitaire belasting vor buitenlandse miljonair.